# Келли, Стивен (ирландский футболист, 1983)
Сти́вен Майкл Дэ́вид Ке́лли (англ. Stephen Michael David Kelly; родился 6 сентября 1983, Дублин) — ирландский футболист, правый крайний защитник. Выступал в национальной сборной Ирландии.
Начал карьеру в «Тоттенхэме». Также выступал за клубы «Саутенд Юнайтед», «Куинз Парк Рейнджерс», «Уотфорд», «Бирмингем Сити», «Сток Сити», «Фулхэм» и «Рединг».

## Клубная карьера
Уроженец Дублина, Стив начал карьеру в лондонском клубе «Тоттенхэм Хотспур». Его дебют за основной состав «шпор» состоялся в 2003 году. Всего он провёл за «Тоттенхэм» 45 матчей и забил 2 гола.
28 июня 2006 года Келли перешёл в «Бирмингем Сити» за 750 000 фунтов.
В сезоне 2007/08 Келли стал единственным полевым игроком в Премьер-лиге, сыгравшим во всех матчах своего клуба без замен.
4 февраля 2009 года Келли перешёл в «Сток Сити» на правах аренды до окончания сезона 2008/09. Он провёл за «гончаров» шесть матчей в Премьер-лиге.
16 июня 2009 года Келли подписал трёхлетний контракт с «Фулхэмом».
В январе 2013 года перешёл в «Рединг», получив футболку с номером 27.

## Карьера в сборной
Келли выступал за сборные Ирландии до 20 и до 21 года, а с 2006 года играет за основную сборную.
29 марта 2011 года Келли был капитаном ирландцев в товарищеском матче против сборной Уругвая на стадионе «Авива».